# Salsola
Salsola là chi thực vật có hoa trong họ Amaranthaceae.

## Các loài
- Salsola acutifolia (Bunge) Botsch.
- Salsola cruciata L.Chevall. ex Batt.
- Salsola cyrenaica (Maire & Weiller) Brullo
- Salsola drummondii Ulbr.
- Salsola florida (M. Bieb.) Poir.
- Salsola foliosa (L.) Schrad. ex Schult.
- Salsola glomerata (Maire) Brullo
- Salsola grandis Freitag, Vural & Adıgüzel
- Salsola gymnomaschala Maire
- Salsola kerneri (Woł.) Botsch.
- Salsola longifolia Forssk.
- Salsola makranica Freitag
- Salsola melitensis Botsch.
- Salsola oppositifolia Desf.
- Salsola papillosa (Coss.) Willk.
- Salsola rosmarinus (Ehrenb. ex Boiss.) Akhani (đồng nghĩa: Seidlitzia rosmarinus Ehrenb. ex Boiss.)
- Salsola setifera (Moq.) Akhani (đồng nghĩa: Anabasis setifera Moq.)
- Salsola schweinfurthii Solms
- Salsola sinaica Brullo
- Salsola soda L. (loài điển hình)
- Salsola stocksii Boiss.
- Salsola tunetana Brullo
- Salsola verticillata Schousb.
- Salsola zygophylla Batt.
- Salsola zygophylloides (Aellen & Townsend) Akhani (đồng nghĩa: Fadenia zygophylloides Aellen & Townsend).

## Hình ảnh

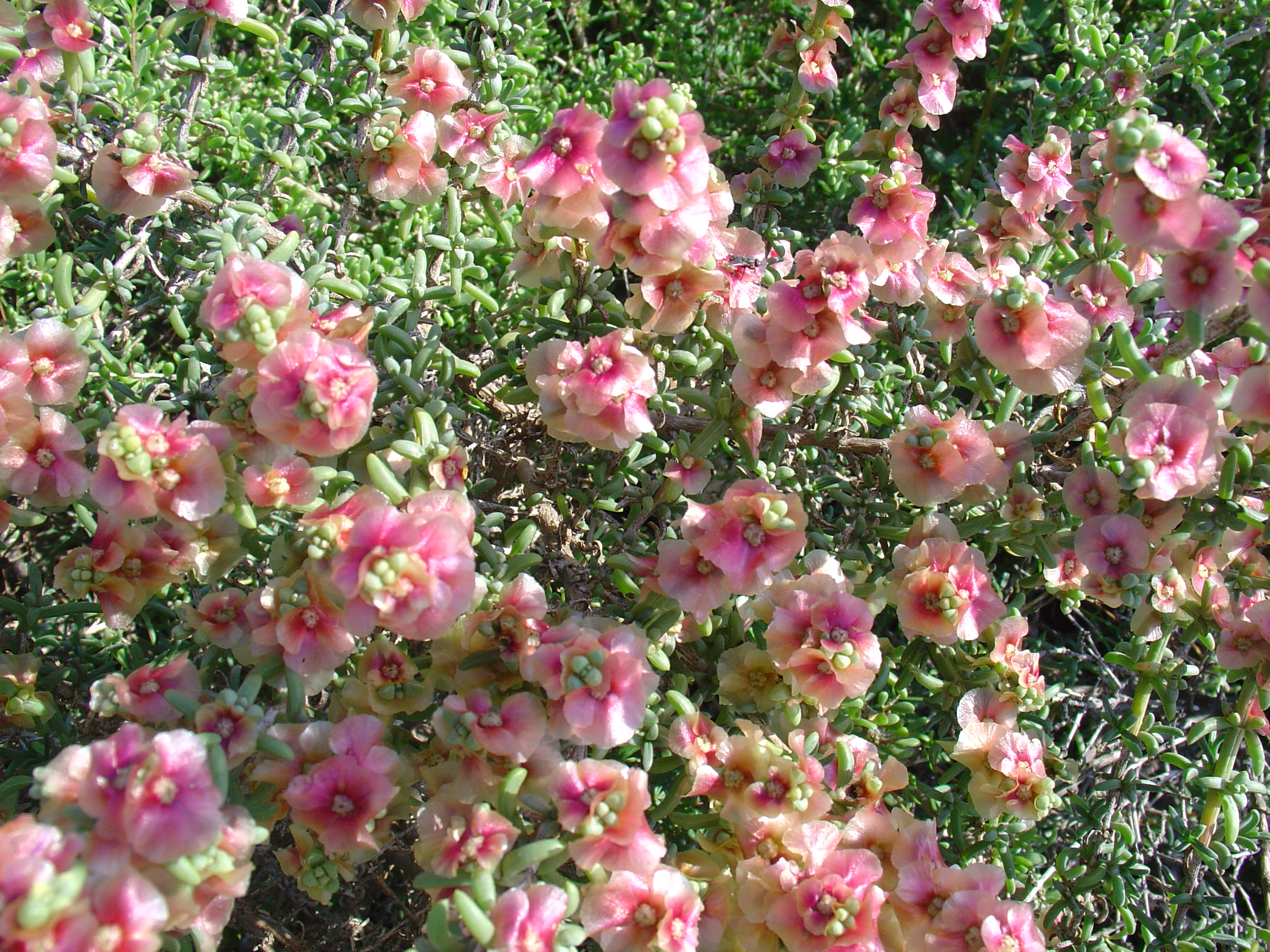
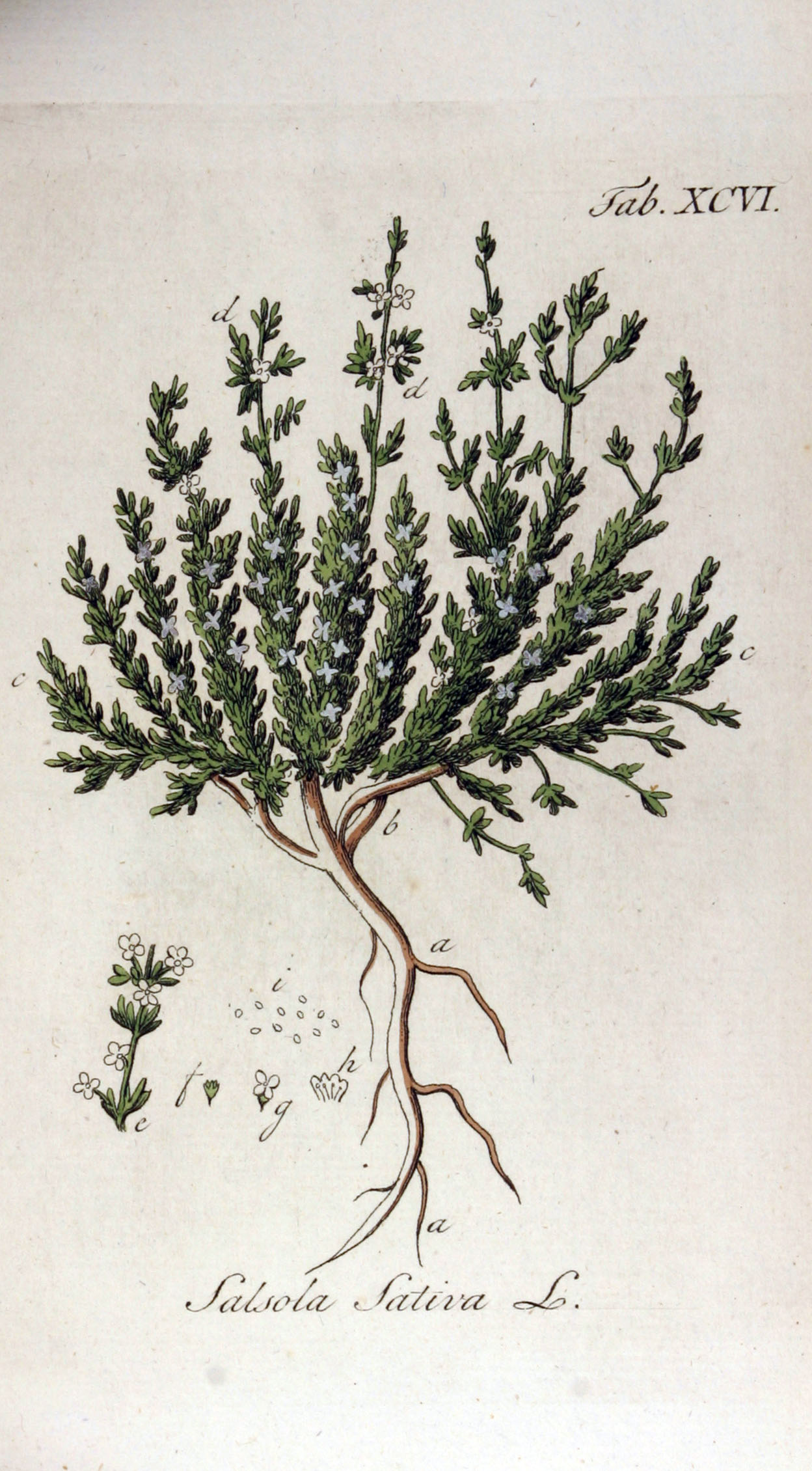
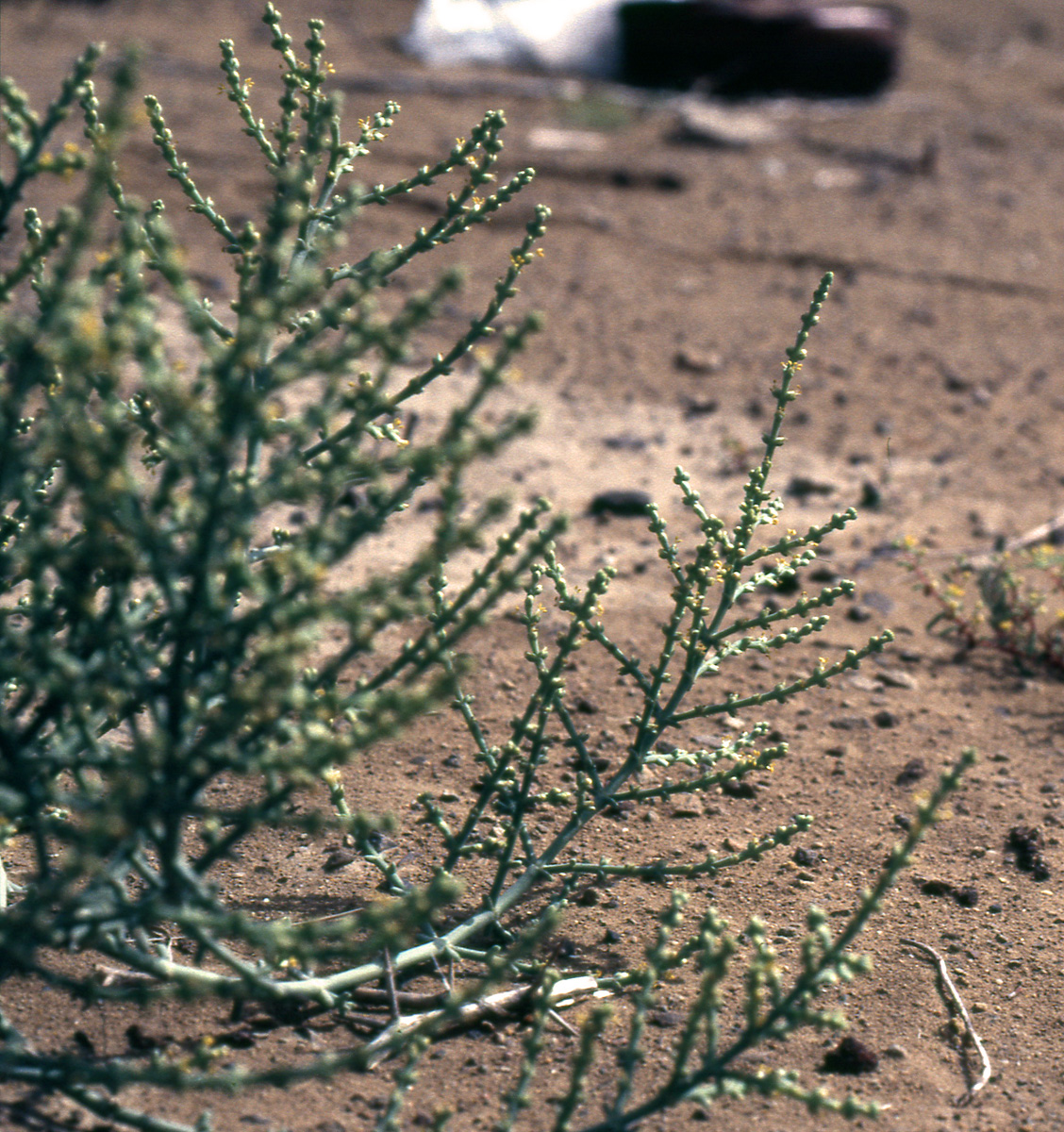